# ГЕС Chute-Allard
ГЕС Chute-Allard – гідроелектростанція у канадській провінції Квебек. Знаходячись перед ГЕС Rapides-des-Coeurs, становить верхній ступінь каскаду на річці Saint-Maurice, яка у місті Труа-Рів'єр впадає ліворуч до річки Святого Лаврентія (дренує Великі озера).
Для роботи станції в 2008 році звели три бетонні гравітаційні споруди. Найбільша з них, інтегрована із  машинним залом, розташована біля лівого берегу та має висоту 31 метр і довжину 157 метрів. Центральну та праву протоки перекривають призначені для пропуску надлишкової води греблі, котрі мають висоту 12 і 7 метрів та довжину 92 та 91 метр відповідно. Разом ці споруди утримують водосховище з об’ємом 12,9 млн м3.
При цьому можливо відзначити, що більш ніж за вісім десятків кілометрів вище по течії ще з 1918 року в інтересах всього каскаду на Saint-Maurice працює велике водосховище Gouin. Його утримує головна бетонна гравітаційна гребля висотою 26 метрів та довжиною 502 метрів і десять допоміжних земляних дамб висотою від 2,5 до 11 метрів та загальною довжиною 2614 метрв. Резервуар має площу поверхні 1570 км2 при вельми малій середній глибині у 5 метрів.
Машинний зал станції Chute-Allard у 2008-2009 роках обладнали шістьома турбінами типу Каплан загальною потужністю 62 МВт, які використовують напір у 17,8 метра. Відпрацьована вода потрапляє у відвідний канал довжиною 0,7 км, котрий прямує паралельно річці та забезпечує використання падіння на протяжній ділянці порогів.